# GP2 brit nagydíj

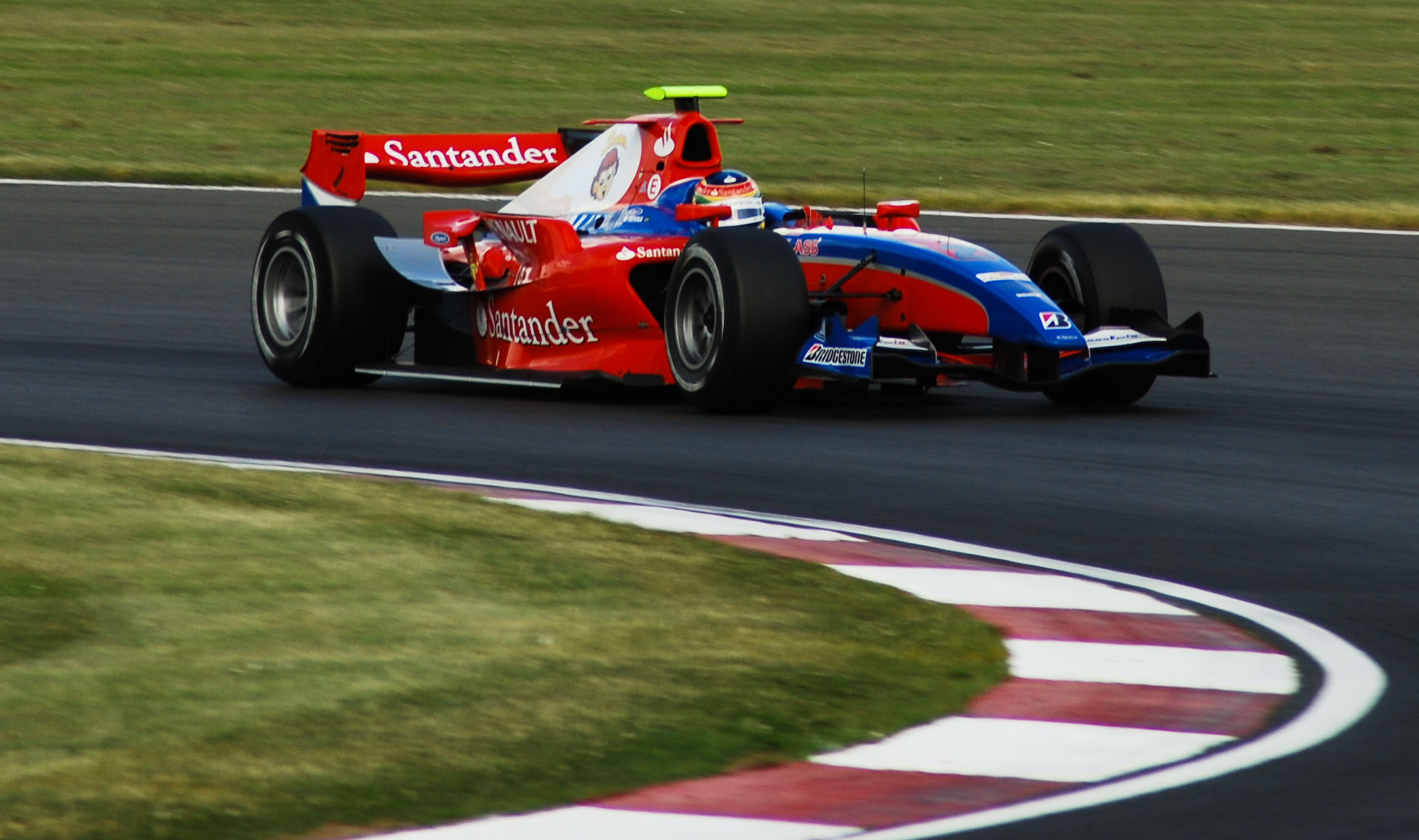
Bruno Senna az iSport International csapat autójában 2008-ban megnyerte a sprintversenyt.

A brit nagydíj kezdetektől fogva a GP2-es versenyszéria része. A futamokat Silverstoneban rendezik meg. A kategória legsikeresebb versenyzői a brit Lewis Hamilton és a venezuelai Pastor Maldonado két-két győzelemmel. 

## Időmérőedzés nyertesek

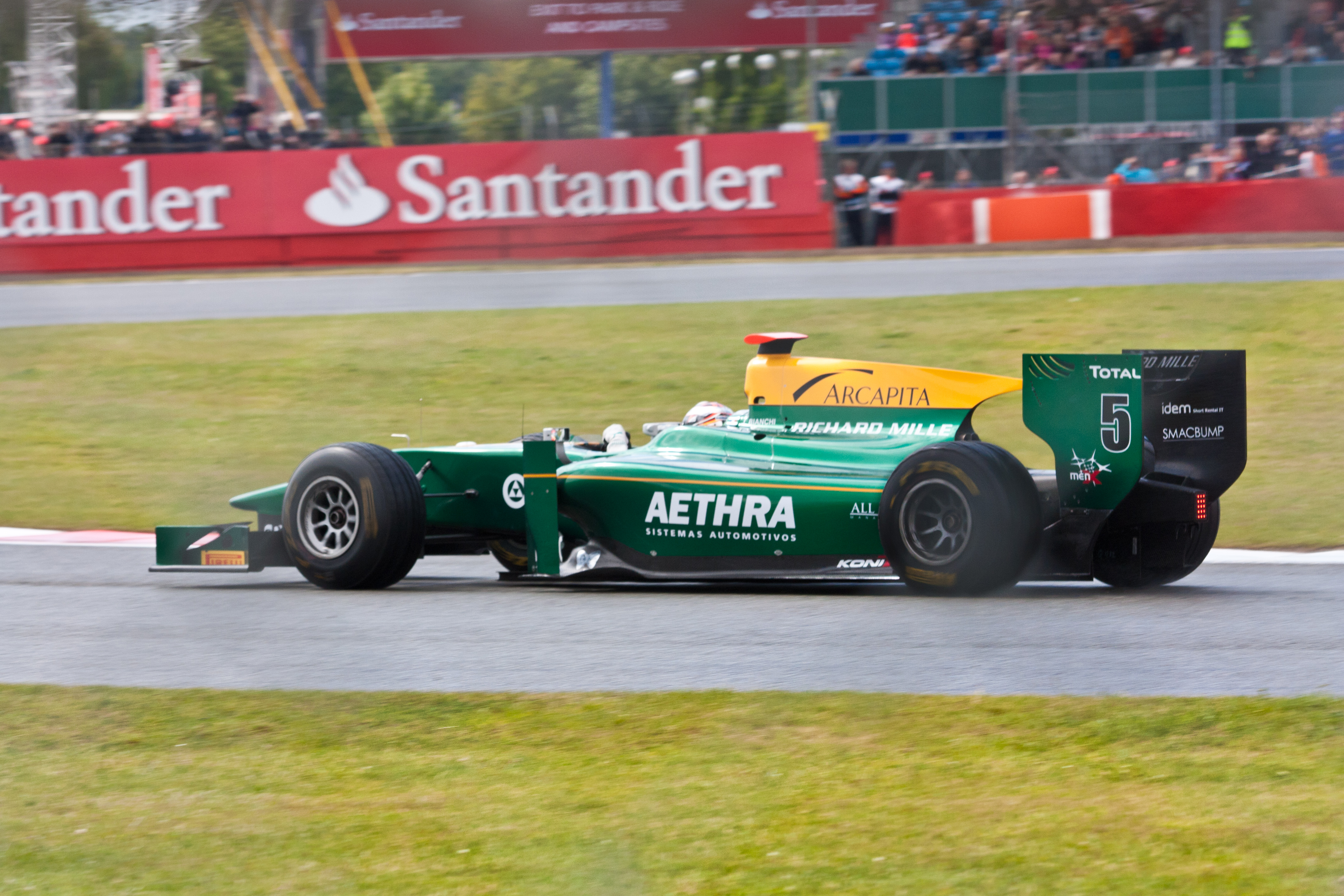
Jules Bianchi a Lotus ART csapat autójában 2011-ben pole-t szerzett és megnyerte a főversenyt.

| Év   | Pilóta             | Csapat               | Idő      | Összefoglaló             |
| ---- | ------------------ | -------------------- | -------- | ------------------------ |
| 2005 | Nico Rosberg       | ART Grand Prix       | 1.31:509 | 2005-ös GP2 brit nagydíj |
| 2006 | Adam Carroll       | Racing Engineering   | 1.29:104 | 2006-os GP2 brit nagydíj |
| 2007 | Andreas Zuber      | iSport International | 1.28:043 | 2007-es GP2 brit nagydíj |
| 2008 | Bruno Senna        | iSport International | 1.26:912 | 2008-as GP2 brit nagydíj |
| 2009 | Romain Grosjean    | Barwa Addax Team     | 1.25:899 | 2009-es GP2 brit nagydíj |
| 2010 | Jules Bianchi      | ART Grand Prix       | 1.39:189 | 2010-es GP2 brit nagydíj |
| 2011 | Jules Bianchi      | Lotus ART            | 1.58:531 | 2011-es GP2 brit nagydíj |
| 2012 | Fabio Leimer       | Racing Engineering   | 2.01:889 | 2012-es GP2 brit nagydíj |
| 2013 | Marcus Ericsson    | DAMS                 | 1.40:716 | 2013-as GP2 brit nagydíj |
| 2014 | Raffaele Marciello | Racing Engineering   | 1.40:445 | 2014-es GP2 brit nagydíj |
| 2015 | Szergej Szirotkin  | Rapax                | 1.39:949 | 2015-ös GP2 brit nagydíj |
| 2016 | Norman Nato        | Racing Engineering   | 1.38:216 | 2016-os GP2-brit nagydíj |

## Nyertesek
| Év   | Főverseny nyertese | Nyertes csapat       | Sprintverseny nyertese | Nyertes csapat                 |
| ---- | ------------------ | -------------------- | ---------------------- | ------------------------------ |
| 2005 | Nico Rosberg       | ART Grand Prix       | Olivier Pla            | David Price Racing             |
| 2006 | Lewis Hamilton     | ART Grand Prix       | Lewis Hamilton         | ART Grand Prix                 |
| 2007 | Andreas Zuber      | iSport International | Adam Carroll           | Petrol Ofisi FMS International |
| 2008 | Giorgio Pantano    | Racing Engineering   | Bruno Senna            | iSport International           |
| 2009 | Alberto Valerio    | Piquet GP            | Pastor Maldonado       | ART Grand Prix                 |
| 2010 | Pastor Maldonado   | Rapax                | Sergio Pérez           | Barwa Addax Team               |
| 2011 | Jules Bianchi      | Lotus ART            | Romain Grosjean        | DAMS                           |
| 2012 | Esteban Gutiérrez  | Lotus GP             | Luiz Razia             | Arden International            |
| 2013 | Sam Bird           | Russian Time         | Jon Lancaster          | Hilmer Motorsport              |
| 2014 | Mitch Evans        | RT Russian Time      | Felipe Nasr            | Carlin                         |
| 2015 | Szergej Szirotkin  | Rapax                | Rio Haryanto           | Campos Racing                  |
| 2016 | Pierre Gasly       | Prema Racing         | Jordan King            | Racing Engineering             |

## Debütáló pilóták
| Év   | Pilóta             | Csapat             |
| ---- | ------------------ | ------------------ |
| 2007 | Filipe Albuquerque | Racing Engineering |
| 2014 | Marco Sørensen     | MP Motorsport      |
| 2015 | Oliver Rowland     | MP Motorsport      |